# Femmes à la source
Femmes à la source – ou Les Danaïdes – est un tableau réalisé par le peintre français Paul Sérusier en 1899. De format vertical, cette détrempe sur toile est une scène de genre pouvant être comprise comme une peinture mythologique. Elle représente des femmes allant chercher de l'eau à une source, peut-être les Danaïdes tenant de remplir leur fameux tonneau. Conçue pour décorer la salle de billard d'un château appartenant à Georges Lacombe dans l'Orne, l'œuvre est achetée en 2016 par le musée d'Orsay, à Paris. Elle se trouve depuis 2024 en dépôt au musée de Pont-Aven, à Pont-Aven, dans le Finistère.

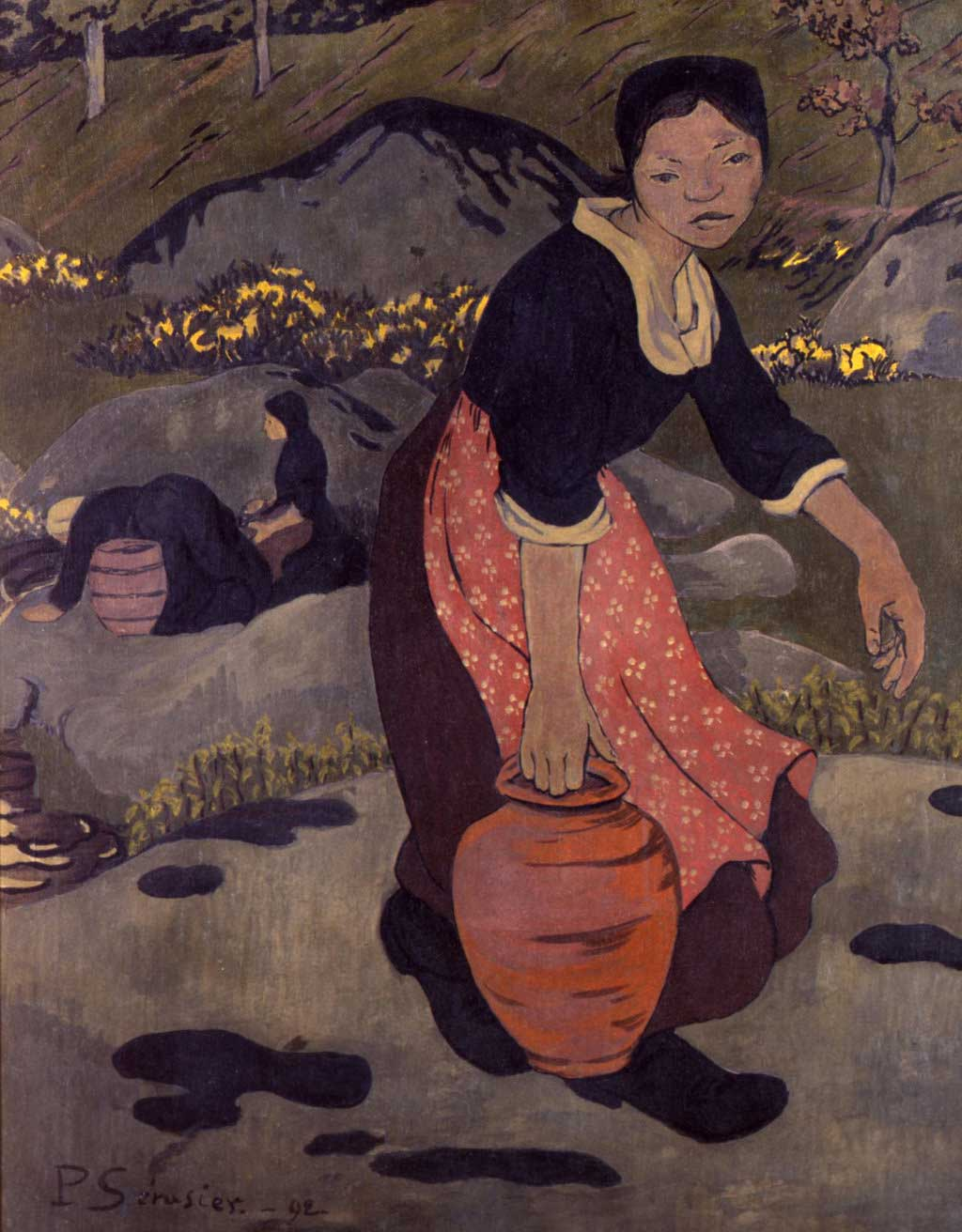
Jeune Bretonne à la cruche, 1892 – Musée des Beaux-Arts de Quimper, Quimper.
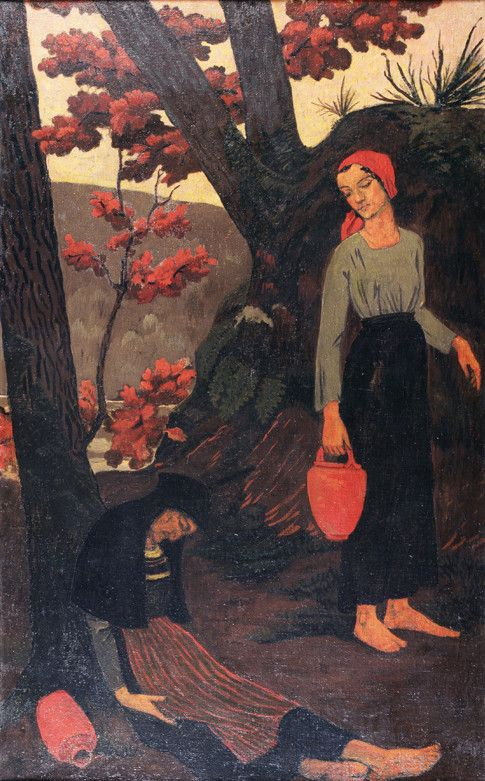
Les Porteuses d'eau, 1897 – Musée des Beaux-Arts de Brest, Brest.